# Katalog Profesorów Uniwersytetu w Rostocku
Katalog Profesorów Uniwersytetu w Rostocku – ogólnie dostępny leksykon wszystkich profesorów związanych z Uniwersytetem w Rostocku.
Katalog ten powstaje przy współpracy Działu Badawczego Historii Uniwersytetu wraz z Biblioteką Uniwersytecką. Celem Katalogu jest udokumentowanie dat życia i działalności rostockich profesorów. 
Wszystkie wpisy do Katalogu obejmują okres, specjalizację i hierarchię profesury. Informacje te są dodatkowo uzupełnione (jeśli to tylko możliwe) danymi biograficznymi, naukowymi, a także danymi na temat aktywności na Uniwersytecie w Rostocku. Do każdego profilu dołączone zostały również zdjęcia, życiorysy, spis prac naukowych oraz inne źródła. Wpisy do Katalogu zostały połączone z innymi interaktywnymi zasobami jak na przykład z tzw. numerem GND (numer identyfikacyjny) i Portalem Immatrykulacyjnym Uniwersytetu w Rostocku.